# ماكس ليرنر
ماكس ليرنر (بالإنجليزية: Max Lerner)‏ هو كاتب وصحفي أمريكي، ولد في 20 ديسمبر 1902 في مينسك في بيلاروس، وتوفي في 5 يونيو 1992 في نيويورك في الولايات المتحدة.

## وصلات خارجية
- ماكس ليرنر على موقع الموسوعة البريطانية (الإنجليزية)
- ماكس ليرنر على موقع إن إن دي بي (الإنجليزية)